# Andrena parathoracica
Andrena parathoracica är en biart som beskrevs av Hirashima 1957. Andrena parathoracica ingår i släktet sandbin, och familjen grävbin. Inga underarter finns listade i Catalogue of Life.